# Etrumeus makiawa
Etrumeus makiawa is een straalvinnige vissensoort uit de familie van de Dussumieriidae. De wetenschappelijke naam van de soort is voor het eerst geldig gepubliceerd in 2012 door Randall & DiBattista.